# Gilbert Cesbron

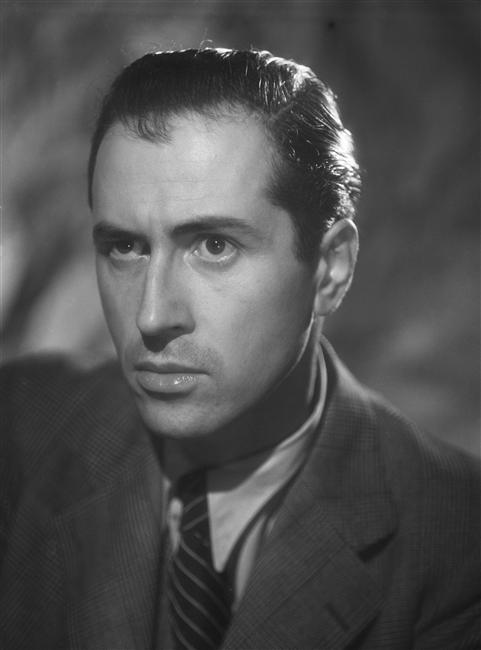
Gilbert Cesbron

Gilbert Cesbron (* 13. Januar 1913 in Paris; † 12. August 1979 ebenda) war ein französischer Schriftsteller.

## Leben
Gilbert Cesbron besuchte das Lycée Condorcet und studierte Politikwissenschaft. Er wurde Hörfunkjournalist und veröffentlichte ab 1943 über 40 Roman- und Essaybände, die zum Teil Millionenauflagen erreichten. 13 davon wurden auch ins Deutsche übersetzt. Am bekanntesten war sein Theaterstück Il est minuit, docteur Schweitzer („Es ist Mitternacht, Dr. Schweitzer“) von 1949, das 1952 von André Haguet verfilmt wurde (mit Pierre Fresnay und Jeanne Moreau). Das Stück Briser la statue von 1947 behandelte das Leben von Therese von Lisieux. Bernard Valette warf seinen Büchern publikumswirksame Vereinfachung vor und den Rückgriff auf die Melodramatik des 19. Jahrhunderts. Winfried Engler sprach von erbaulicher emotional-pathetischer Literatur.
Seit 1990 gibt der Freundeskreis Les amis de Gilbert Cesbron die Jahrespublikation Cahiers Gilbert Cesbron heraus.

## Werke (soweit ins Deutsche übersetzt)
- Notre prison est un royaume (1948)
  - (deutsch) In unserem Kerker sind wir frei. Sauer, Betzdorf 2008, 2010. (Selbstmord eines Jugendlichen)
- Les saints vont en enfer (1952)
  - (deutsch) Die Heiligen gehen in die Hölle. Frankfurter Verlags-Anstalt, Frankfurt am Main 1953. Fontana, Zürich 1953. Ullstein, 1954. (Arbeiterpriester)
- Chiens perdus sans collier (1954)
  - (deutsch) Wie verlorene Hunde. Drei Brücken, Heidelberg 1955. Fontana, Zürich 1955. Ullstein, 1957. (Straffällig gewordene Kinder)
- Ce siècle appelle au secours (1955)
  - (deutsch) Unser Jahrhundert ruft um Hilfe. Drei Brücken, Heidelberg 1956. (Essays, darin: Albert Schweitzer. Begegnungen)
- Vous verrez le ciel ouvert (1956)
  - (deutsch) Ihr werdet den Himmel offen sehen. Drei Brücken, Heidelberg 1958. Ullstein, 1963. (Marienerscheinung)
- Libérez Barabbas (1957)
  - (deutsch) Gebt Barabbas frei. Drei Brücken, Heidelberg 1958. (Essay: Kann ein Spießbürger Christ sein?)
- Il est plus tard que tu ne penses (1958)
  - (deutsch) Es ist später als du denkst. Drei Brücken, Heidelberg 1960. Ullstein, 1963. (Sterbehilfe)
- Tout dort et je veille (1959)
  - (deutsch) Alles schläft, und ich wache. Drei Brücken, Heidelberg 1961. (Liebesroman)
- Avoir été (1960)
  - (deutsch) Die Zeit geht weiter. Scherz, Bern 1961. (Nachkriegsentwicklung)
- Il suffit d’aimer (1960)
  - (deutsch) Der Spiegel der Heiligkeit. Scherz, Bern 1961. (Leben der Bernadette Soubirous)
- Une abeille contre la vitre (1964)
  - (deutsch) Du bist du, Isabelle. Herder, Freiburg 1966.
  - (anderer Titel) Eine hässliche Frau. Roman eines ungewöhnlichen Schicksals. Goldmann, München 1974. (Diskriminierung der Frau)
- C’est Mozart qu’on assassine (1966)
  - (deutsch) Winterpaläste des Glücks. Drei Brücken, Heidelberg 1968. (Ein 7jähriger mit Eltern in Scheidung)
- Des enfants aux cheveux gris (1968)
  - (deutsch) Ein Affenbrotbaum mitten in der Stadt. Drei Brücken, Heidelberg 1969. (15 Erzählungen über „große Kinder“)

## Deutschsprachige Hörspielfassungen (Auswahl)
- 1953: Es ist Mitternacht, Doktor Schweitzer – Regie: Nicht angegeben (Hörspielbearbeitung – DRS)
- 1955: Die Heiligen gehen in die Hölle. Szenen aus dem Leben der Arbeiterpriester – Bearbeitung und Regie: Gert Westphal (Hörspielbearbeitung – SWF)
- 1955: Die Heiligen gehen in die Hölle – Regie: Siegfried Dobretsberger (Hörspielbearbeitung – ORF)
- 1957: Wie verlorene Hunde – Regie: Ulrich Lauterbach (Hörspiel – SR)

Quellen: ARD-Hörspieldatenbank (deutsche Produktionen), OE1-Hörspieldatenbank (ORF-Produktion), Internetdatenbank HörDat (DRS-Produktion)